# 穆因·阿卜杜勒-马利克·赛义德
穆因·阿卜杜勒-马利克·赛义德（阿拉伯语：‎，1976年—） ，也门政治家。2018年10月18日起担任也门总理。